# クリスティアン・カウツ
クリスティアン・カウツ（Christian Kautz, 1913年11月23日 - 1948年7月4日）は、スイスのレーシングドライバー。1937年から1939年にかけてグランプリレース（ヨーロッパ・ドライバーズ選手権）を戦った。

## 経歴
スイスの富豪の銀行家の息子として生まれた。オックスフォード大学でイギリス文学の学士号を取得。
1936年末に友人のリチャード・シーマンらとともにダイムラー・ベンツのワークスチームであるメルセデスチームのオーディションを受け、シーマンとともに同チームに採用された。
1937年はメルセデスチームから参戦し、モナコグランプリでは、マンフレート・フォン・ブラウヒッチュ、ルドルフ・カラツィオラに次ぐ3位に入り表彰台に立った。結果として、この年がキャリアのピークとなる。
1938年はアウトウニオンに移籍したものの、選手権レースでは全てリタイアし、1年のみで同チームを去った。1939年には自身のチームを設立し、ドライバーとしてルイジ・キネッティとイブ・マトラを雇って参戦した。
第二次世界大戦中はアメリカ合衆国に移住し、ロッキードで飛行機のテストパイロットとして働いた。

### 死亡事故
終戦後はプライベーターとしてマセラティを駆ってレースに復帰したが、1948年にブレムガルテン・サーキットで開催されたスイスグランプリで事故死した。

## レース戦績

### AIACRヨーロッパ選手権
| 年   | 所属チーム             | 車両                     | 1       | 2       | 3       | 4       | 5       | EDC   | ポイント |
| ---- | ---------------------- | ------------------------ | ------- | ------- | ------- | ------- | ------- | ----- | -------- |
| 1937 | ダイムラー・ベンツ AG  | メルセデス・ベンツ・W125 | BEL 4   | GER 6   | MON 3   | SUI 6   | ITA Ret | 3位   | 19       |
| 1938 | アウトウニオン         | アウトウニオン・タイプD  | FRA Ret | GER     | SUI Ret | ITA Ret |         | 14位  | 28       |
| 1939 | クリスティアン・カウツ | アルファロメオ・308      | BEL     | FRA DNS | GER     | SUI     |         | – (–) | – (–)    |

- 太字はポールポジション、斜字はファステストラップ。
- 1939年のヨーロッパ・ドライバーズ選手権は8月に開催されたスイスGPを最後に中止されたため、統括団体のAIACRは正式なランキングを発表していない。前年と同じルールでポイント換算した場合の順位とポイントを( )内に示した。

## エピソード
- カウツの父親はドイツ銀行の理事を務めており、同行の理事でダイムラー・ベンツの監査役会の重鎮でもあるエミル・ゲオルク・フォン・シュタウス（英語版）とは知り合いだった[1][注釈 1]。1936年末にメルセデスチームがニュルブルクリンクで行ったオーディションは、アルフレート・ノイバウアーが招待した若手ドライバーにより行われたものだったが、シュタウスの口利きにより、ノイバウアーは渋々カウツも参加者に加えた[1]。ノイバウアーはカウツに期待していなかったが、カウツは意外な速さを見せてノイバウアーを驚かせ、同チームに採用された[1]。